# Чамни-Бурун

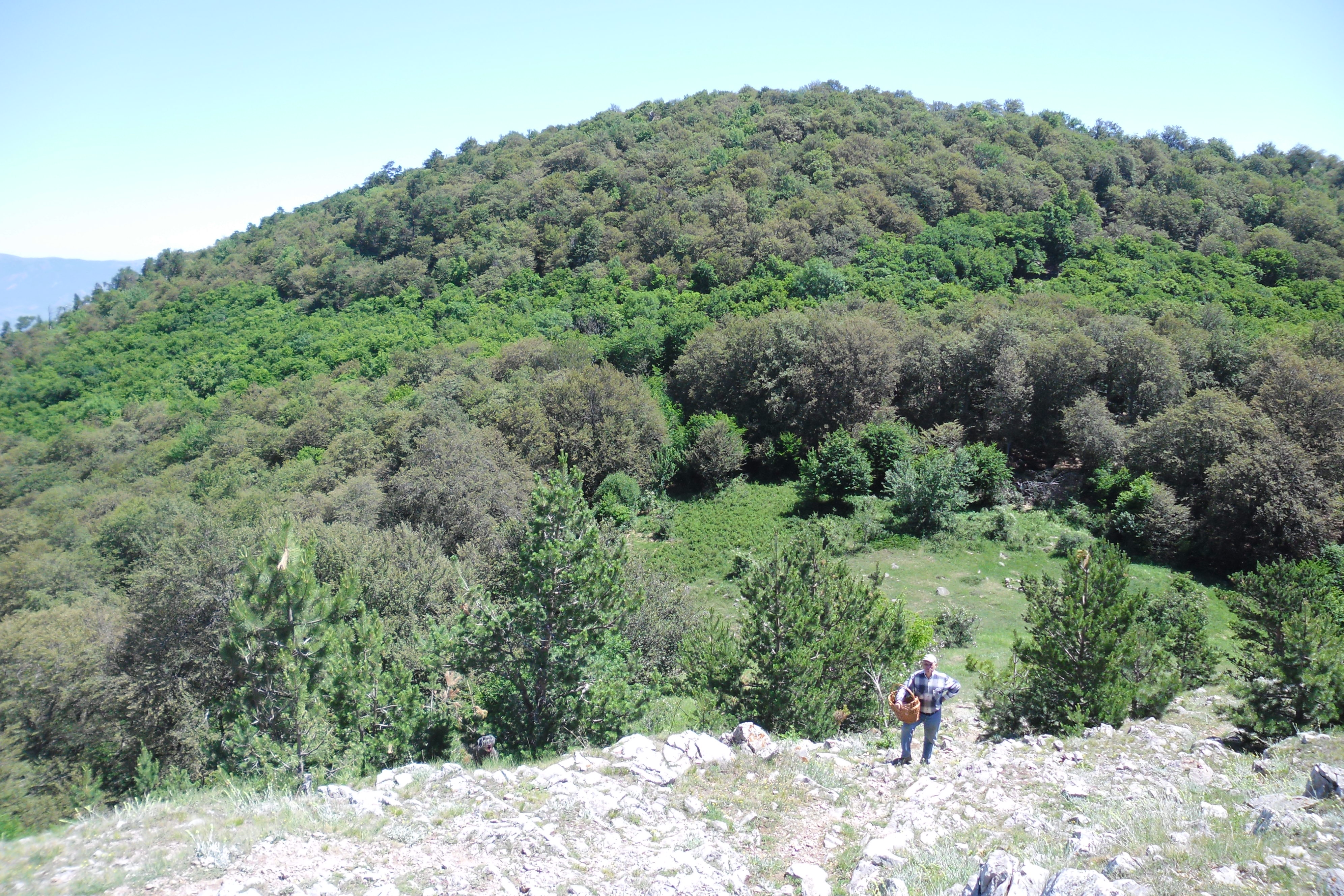
Вид з Бабуган-яйли на г. Чамни-Бурун. Внизу — сідловина і галявина Дипло.

Чамни-Бурун на мапі району Бабуган-яйли.

Чамни-Бурун (з тюркського: «Гора, вкрита соснами») — вершина Кримських гір. Розташована на північному сході масиву Бабуган-Яйла. Вершина дійсно поросла соснами, що добре видно на світлині. Цікаво, що неподалік від вершини, є скеля під назвою «Скеля трьох сосен».
На схилах — джерело Ак-Чокрак.

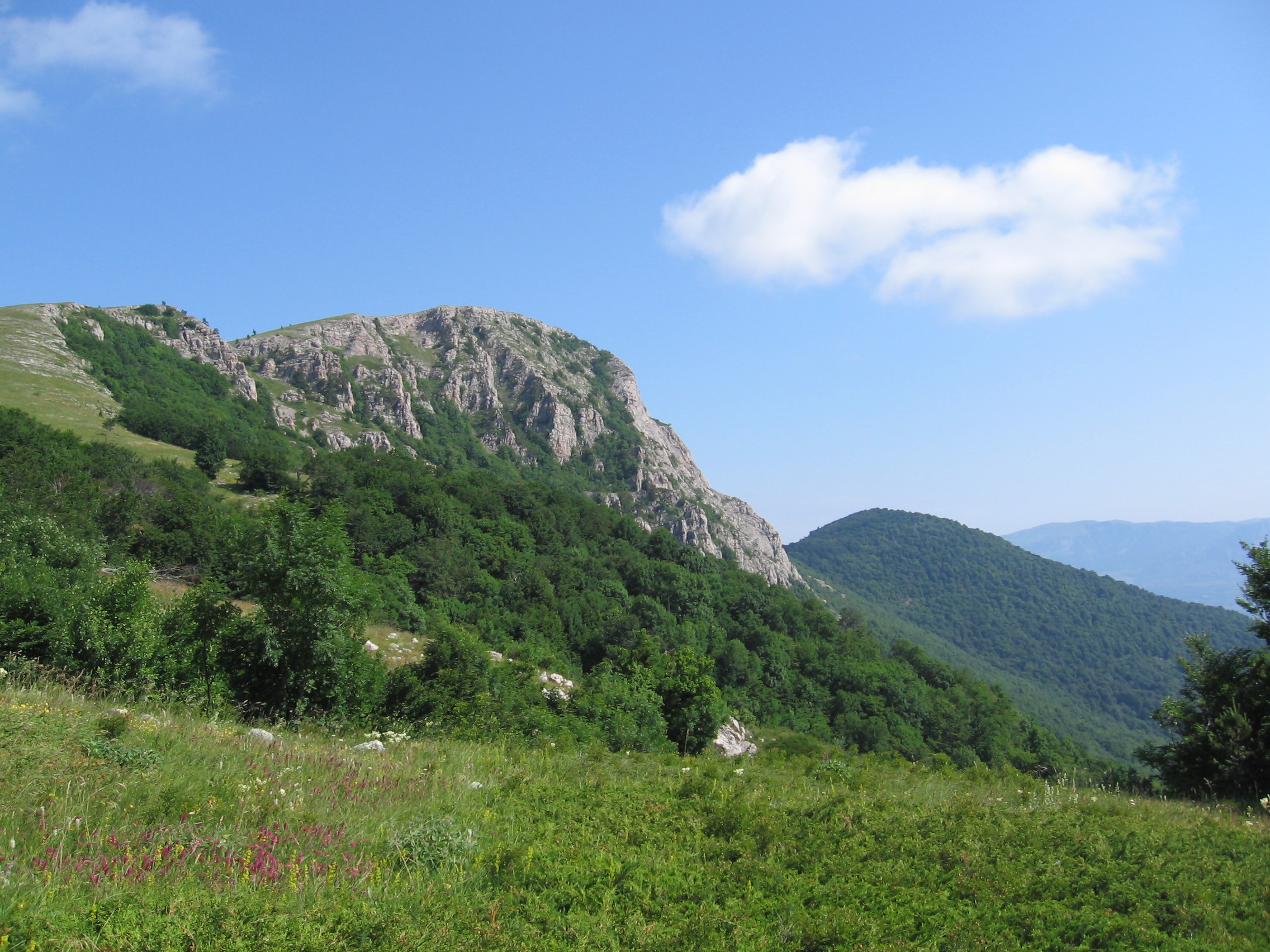
Гори Куш-Кая (праворуч) і Чамни-Бурун (ліворуч).
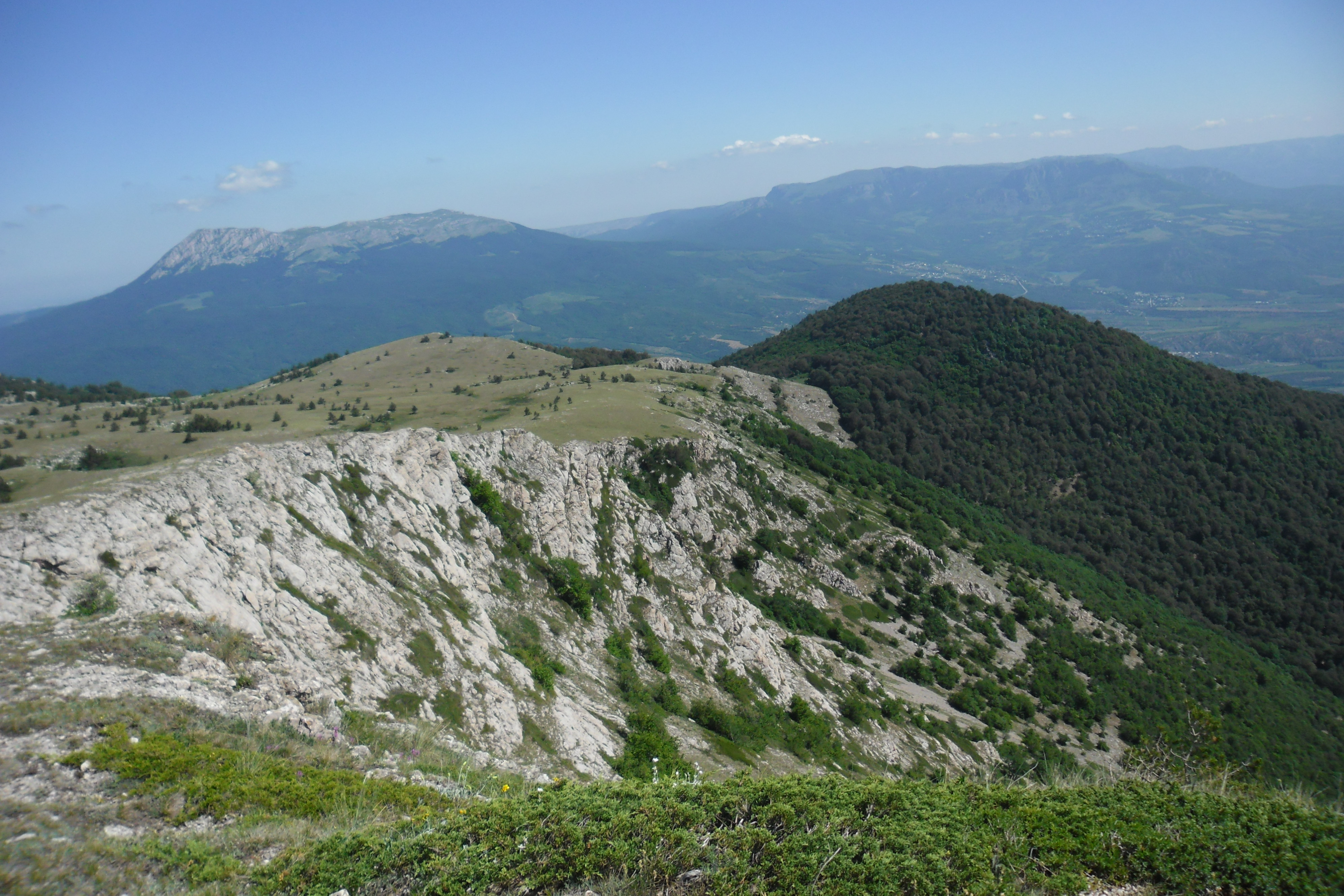
Чамни-Бурун (праворуч) з Куш-Кая.
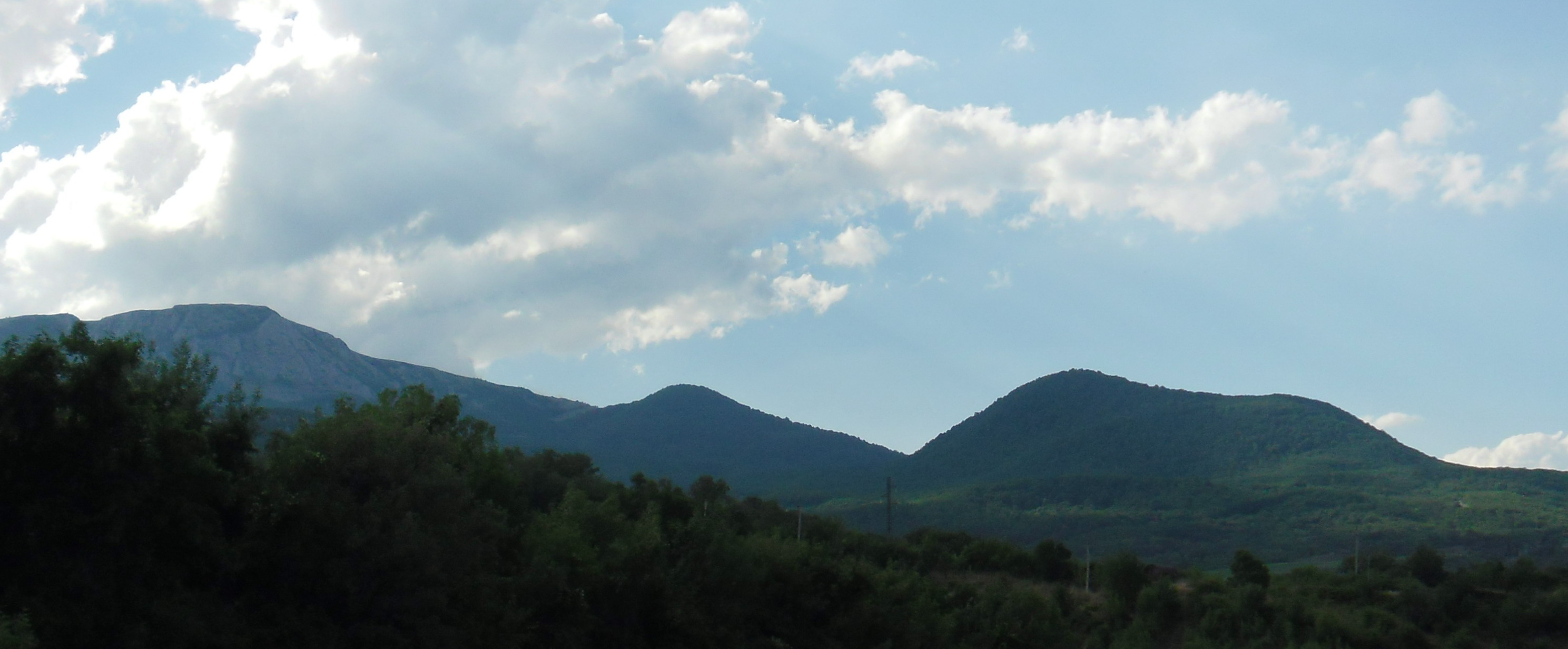
Світлина з узбережжя. Зліва направо: Куш-Кая, Чамни-Бурун, хребет Урага.
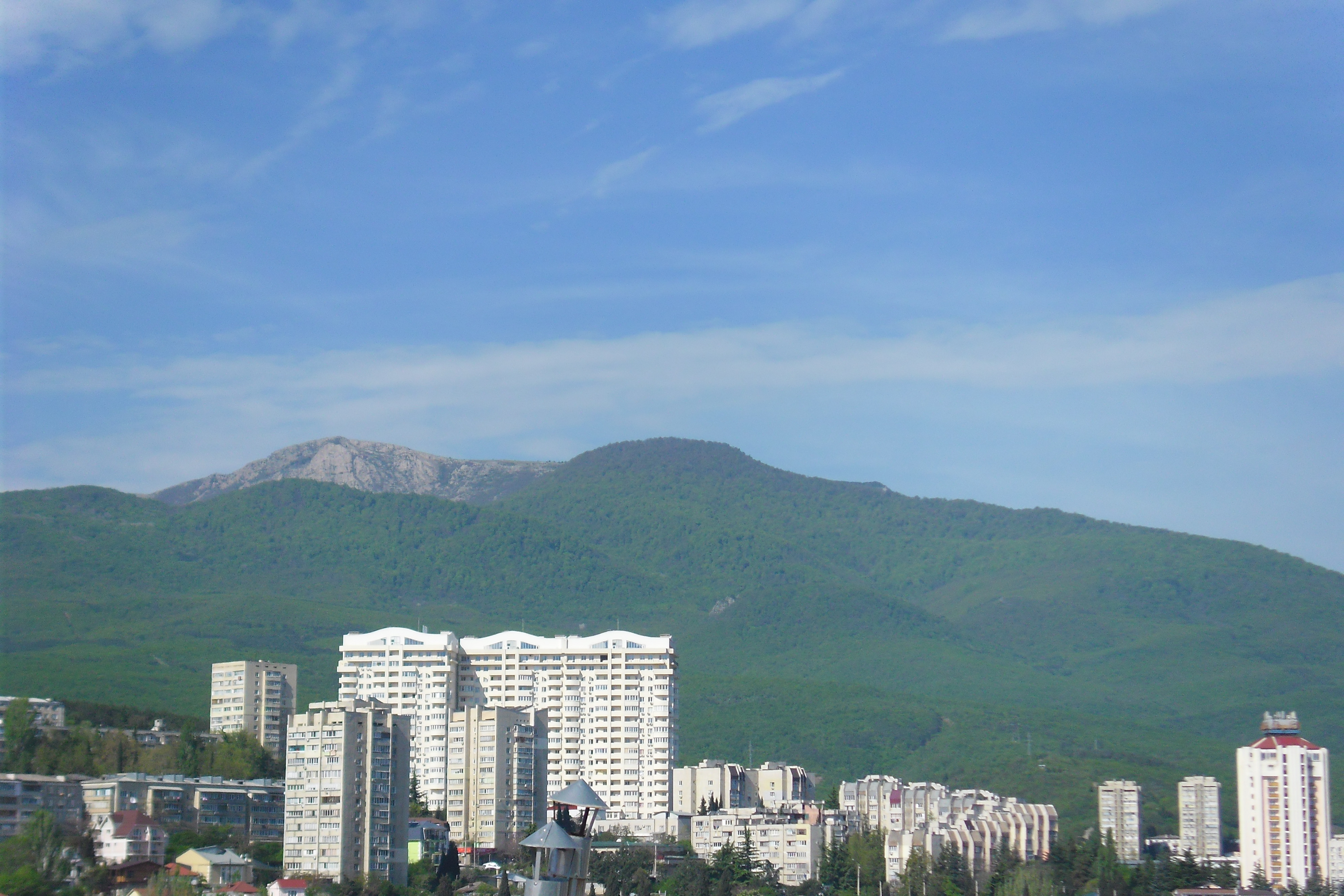
Вид з Алушти. 2015 р.